# Tebua Tarawa
Tebua Tarawa ist ein Motu der Makin-Inselgruppe der pazifischen Inselrepublik Kiribati.

## Geographie
Tebua Tarawa ist eine kleine Insel im Zentrum des Riffs der Makin-Inselgruppe. Sie bildet zusammen mit Aonbike den Übergang zwischen der Hauptinsel im Norden und der zweiten bewohnten Insel, Kiebu.